# Nathalie Zand
Pour les articles homonymes, voir Zand.
Natalia Zylberlast-Zand (le 28 mars 1883 ou 1884 à Varsovie - 23 ou 24 septembre 1942) est une  neurologue juive polonaise,.
Elle est la fille de David et Emilia Zand, née Batawia. Zand était chercheur et contribuait régulièrement à des publications francophones. Elle collabore notamment avec Edward Flatau, autre figure marquante de la neurologie polonaise du début du XXe siècle. En 1930, elle publie le livre Les plexus choroïdes : Anatomie, physiologie, pathologie sur les plexus choroïdes. Avant la Seconde guerre mondiale , elle travaille à l'hôpital juif de Czyste, Wola, à Varsovie.
Durant la guerre, elle est emprisonnée dans le ghetto de Varsovie, où elle continue de travailler comme médecin. La nuit du 23 au 24 septembre 1942, elle est déportée à la prison de Pawiak, où elle est probablement exécutée.